# Andrzej Jasiński
Pour les articles homonymes, voir Jasinski.
Andrzej Jasiński (né à Częstochowa, le 23 octobre 1936) est un pianiste polonais.
En 1959, il termine ses études à l'Académie de Musique de Katowice dans la classe de piano de Władysława Markiewiczówna. L'année suivante, il remporte le Concours international de musique Maria Canals, et ensuite complète ses études auprès de Magda Tagliaferro. Il entreprend une carrière internationale (début - 1961;  Orchestre de la RAI de Turin, Carlo Zecchi) et commence à Katowice son activité pédagogique pour laquelle il est le plus connu. En 1978-1982, il est professeur à l'École Supérieure de Musique de Stuttgart. Il forme des pianistes tels que Krystian Zimerman, Joanna Domańska, Jerzy Sterczyński, Krzysztof Jabłoński (pl), Magdalena Lisak, Zbigniew Raubo, Rafał Łuszczewski et Beata Bilińska.
Jasiński, qui est docteur honoris causa de l’Université de musique Frédéric-Chopin et de l’Académie de musique de Katowice, a été président du jury du Concours international de piano Frédéric-Chopin lors des éditions de 2000, 2005, 2010 et 2015.